# Philippe-Louis Gérard
Philippe-Louis Gérard (auch: Abbé Gérard; * 1737 in Paris; † 24. April 1813 ebenda) war ein französischer römisch-katholischer Geistlicher und Schriftsteller.

## Leben und Werk
Philippe-Louis Gérard durchlebte eine skandalbehaftete Jugendzeit und konvertierte dann zum Glauben. Er wurde römisch-katholischer Priester und Kanoniker in Paris. 1774 veröffentlichte er eines der erfolgreichsten Bücher seiner Zeit, das unter dem Titel Valmont oder die Verirrungen der Vernunft auch ins Deutsche übersetzt wurde.
Nicolas Brucker hat diesen apologetischen und antiphilosophischen Briefroman als eine Art Summe des aufgeklärten Denkens im Dienste des modernen Christen gekennzeichnet, in dem der Abbé Gérard die Aufklärer mit ihren eigenen Waffen schlägt. Das Buch ist gleichzeitig eine pädagogische Anleitung für christlich-bürgerliches Familienleben, nimmt dafür allerdings auch eine verweltlichte und versüßlichte Auffassung des Christlichen in Kauf. 1801 fügte Gérard noch eine Theorie der Glückseligkeit an, die 1810 ebenfalls übersetzt erschien.

## Werke (Auswahl)
- Le Comte de Valmont, ou les Égarements de la raison. 3 Bde. Paris 1774. (11 Auflagen bis 1839)
  - (deutsch) Valmont oder die Verirrungen der Vernunft. In einer Reihe von Briefen. Flörke, Danzig 1776.
- Les Leçons de l’histoire, ou Lettres d’un père à son fils sur les faits intéressants de l’histoire universelle. 2 Bde. Paris 1786.
- La théorie du bonheur, ou l’art de se rendre heureux, mis à la portée de tous les hommes. Paris 1801.
  - (deutsch) Die Theorie der Glückseligkeit oder Die Kunst glücklich zu werden. F. Schneider, Basel 1810.
- L’Esprit du christianisme, précédé d’un précis de ses preuves et suivi d’un plan de conduite. Paris 1803.
- Mélanges intéressants, précédés des Mémoires de ma vie. Paris 1810.
- Sermons de M. l’abbé Gérard. 4 Bde. Lyon 1815–1816.
- Essai sur les vrais principes, relativement à nos connoissances les plus importantes. 3 Bde. Paris 1826.
- Oeuvres complètes de l’abbé Gérard réunies pour la première fois en collection et classées selon l’ordre logique. Hrsg. Jacques-Paul Migne. 4 Bde. J.-P. Migne, Paris 1857–1859.